# Свободная группа

Граф Кэли свободной группы с базисом.

Свобо́дная гру́ппа в теории групп — группа, для которой существует такое её подмножество, называемое базисом, что каждый элемент группы может быть единственным образом записан в виде несократимого слова в элементах базиса и их обратных. Является центральным понятием комбинаторной теории групп.
Любые две группы, обладающие равномощными базисами, изоморфны. Мощность базиса свободной группы называется её рангом. В частности, для каждого {\displaystyle n\in \mathbb {N} } определена свободная группа ранга {\displaystyle n}, которая обозначается {\displaystyle F_{n}}. Например, группа {\displaystyle F_{1}} изоморфна бесконечной циклической группе.
Абелианизация любой свободной группы изоморфна свободной абелевой группе того же ранга.

## Конструктивное определение
Возможно предъявить явную конструкцию свободных групп, доказав тем самым их существование. Будем считать элементы множества {\displaystyle S} «символами» и для каждого символа {\displaystyle s} из {\displaystyle S} введём символ {\displaystyle s^{-1}}; множество последних обозначим {\displaystyle S^{-1}}. Пусть
{\displaystyle T=S\cup S^{-1}}.
Определим слово над {\displaystyle S} как конечную цепочку (возможно, повторяющихся) символов из {\displaystyle T}, записанных друг за другом. Вместе с операцией конкатенации (склейки, приписывания) множество слов над {\displaystyle S} становится полугруппой. Будем считать, что во множестве слов имеется пустое слово {\displaystyle \varepsilon }, которое не содержит символов. Таким образом получается моноид слов над {\displaystyle S.}
Например, для {\displaystyle S=\{a,b,c\}}. {\displaystyle T=\{a,a^{-1},b,b^{-1},c,c^{-1}\}}, два слова:
{\displaystyle \alpha =abc^{-1}a,~~\beta =b^{-1}ba^{-1}},
и их конкатенация:
{\displaystyle \gamma =\alpha \beta =abc^{-1}ab^{-1}ba^{-1}}.
Например, {\displaystyle \alpha \varepsilon =\alpha =abc^{-1}a}.
Далее вводится правило редукции слов. Если в некотором слове за символом (символу) из {\displaystyle S} следует (предшествует) соответствующий ему символ из {\displaystyle S^{-1},} то удаление этой пары символов назовём редукцией. Слово называется редуцированным, если в нём больше нельзя провести редукцию. Полной редукцией называется последовательное применение редукции к данном слову до тех пор, пока оно не станет редуцированным. Например, из слова {\displaystyle \gamma } (см. пример выше) после полной редукции получается редуцированное слово: {\displaystyle abc^{-1}.} Это определение является корректным: легко показать, что разный порядок выполнения нескольких редукций до тех пор, пока они возможны, приводит к единственному результату.
Свободной группой {\displaystyle F_{S}}, порождённой множеством {\displaystyle S} (или свободной группой над {\displaystyle S}) называется группа редуцированных слов над {\displaystyle S} с операцией конкатенации (за которой следует полная редукция результата при необходимости).

## Свойства
- Все свободные группы, порождённые равномощными множествами, изоморфны. При этом мощность множества, порождающего данную свободную группу, называется её рангом.
- Свободная группа {\displaystyle F_{n}} изоморфна свободному произведению {\displaystyle n} копий {\displaystyle \mathbb {Z} }.
- Теорема Нильсена — Шрайера: любая подгруппа свободной группы свободна.
- Любая группа {\displaystyle G} есть факторгруппа некоторой свободной группы {\displaystyle F_{S}} по некоторой её подгруппе H. За {\displaystyle S} могут быть взяты образующие {\displaystyle G}. Тогда существует естественный эпиморфизм {\displaystyle f:\;F_{S}\to G}. Ядро H этого эпиморфизма является множеством соотношений задания {\displaystyle G=\langle S,H\rangle }.
- Коммутант свободной группы конечного ранга имеет бесконечный ранг. Например, коммутант порождённой двумя элементами свободной группы {\displaystyle F(a,b)} — это свободная группа, порождённая всеми коммутаторами {\displaystyle [a^{n},b^{m}],\,m,n\neq 0}.

## Универсальное свойство
Свободная группа {\displaystyle F_{S}} — это в некотором смысле наиболее общая группа, порождённая множеством {\displaystyle S.} А именно, для любой группы {\displaystyle G} и любого отображения множеств {\displaystyle f\colon S\to G} существует единственный гомоморфизм групп {\displaystyle \varphi \colon F_{S}\to G,} для которого следующая диаграмма коммутативна:
Таким образом, существует взаимно однозначное соответствие между множествами отображений {\displaystyle S\to G} и гомоморфизмов {\displaystyle F_{S}\to G}. Для несвободной группы соотношения в группе накладывали бы ограничения на возможные образы образующих элементов группы.
Это свойство можно принять за определение свободной группы, при этом она определена лишь с точностью до изоморфизма, как и любой универсальный объект. Это свойство называется универсальностью свободных групп. Порождающее множество {\displaystyle S} называется базисом группы {\displaystyle F_{s}}. Одна и та же свободная группа может иметь разные базисы.
С точки зрения теории категорий свободная группа — это функтор из категории множеств {\displaystyle \mathbf {Set} } в категорию групп {\displaystyle \mathbf {Grp} }, являющийся левым сопряжённым для забывающего функтора {\displaystyle \mathbf {Grp} \to \mathbf {Set} }.